# География на Съединените американски щати
Съединените Американски щати (САЩ) е държава в Северна Америка, 3-тата по площ (9 826 675 km²) след Русия и Канада и 3-та по население (331 900 хил. души през 2021 г.) в света. Столица е град Вашингтон. Състои се от три обособени части: континентална, заемаща средните части на Северна Америка; Аляска, разположена в северозападната част на континента и Хавайските острови – в северната част на Тихия океан. Основната част от територията на САЩ се разполага в субтропичния и частично в умерения пояс на Северна Америка, заемаща пространството от Атлантическия на изток до Тихия океан на запад. Аляска лежи в субарктичните и арктични пояси и има излаз на Тихия океан на юг и запад и Северния Ледовит океан на север. В тропичния пояс се намират южната част на щата Калифорния, южната част на полуостров Флорида, Мексиканското плато и Хавайските острови.

## Граници, брегове
Общата дължина на сухоземните граници (в т.ч. и речни и езерни) на САЩ е 12 007 km. Тя граничи с две държави: на север с Канада, като дължината на границата възлиза общо на 8892 km, в т.ч. границата на Аляска с Канада, която е 2476 km и границата на останалата част – 6416 km, на югозапад – с Мексико 3115 km. Общата дължина на бреговата линия на страната е 19 776 km, в т.ч. с Атлантическия океан 5805 km, с Тихия океан 12 265 km, със Северния Ледовит океан 1706 km. Атлантическото крайбрежие на САЩ е предимно ниско, с широка до 300 km шелфова ивица, силно разчленено от заливи (речни естуари, лагуни). Тихоокеанското крайбрежие е основно планинско, с широка до 100 km шелфова ивица. В северните части на щата Вашингтон и ю южните части на Аляска много характерна е разчленената система от фиорди и протоци, отделени от океан от множество острови.
Крайни точки:
- крайна северна точка – 71°23′13″ с. ш. 156°28′25″ з. д. / 71.386944° с. ш. 156.473611° з. д., нос Бароу, на брега на Северния Ледовит океан.
- крайна южна точка – континентална 25°12′46″ с. ш. 80°39′55″ з. д. / 25.212778° с. ш. 80.665278° з. д., на полуостров Флорида, на брега на Атлантическия океан; островна 18°54′38″ с. ш. 155°40′51″ з. д. / 18.910556° с. ш. 155.680833° з. д., нос Калае, на брега на остров Хаваи.
- крайна западна точка – континентална 65°38′19″ с. ш. 168°07′15″ з. д. / 65.638611° с. ш. 168.120833° з. д., нос Принц Уелски, на брега на Беринговия проток; островна 52°55′16″ с. ш. 172°26′41″ и. д. / 52.921111° с. ш. 172.444722° и. д., западен нос на остров Ату, от Алеутските острови.
- крайна източна точка – 44°48′55″ с. ш. 66°57′00″ з. д. / 44.815278° с. ш. 66.95° з. д., в щата Мейн, на брега на залива Фънди, на брега на Атлантическия океан.

## Природа на САЩ

### Релеф
Около половината от основната територия на САЩ е заета от равнини и планини. В западната част на страната, в т.ч. почти в цяла Аляска се простират високи планини, плата и обширни платовидни участъци от системата на Кордилерите на Северна Америка. Отделно от тях най-висока и разчленена повърхност е характерна за района на Апалачите. На север те достигат до брега на Атлантическия океан, а на юг са отделени от него чрез плоската Приатлантическа низина. На запад от Апалачите са разположени южните части на Лаврентийските възвишения с надморска височина 300 – 400 m и Вътрешните равнини, включващи Централните равнини, Великите равнини и Примексиканската низина. Централните равнини имат височина от 200 до 500 m е се характеризират на север с хълмист моренен релеф, а в средните и южни части с леко наклонен на юг ерозионен релеф. Великите равнини (на запад от 97 – 98° з.д.) представляват дълбоко разчлененото предпланинско плато на Кордилерите с височина от 500 m на изток до 1600 m на запад, в подножието на планините. В някои райони мрежата на речните долини е толкова гъста, че територията е непригодна за селскостопанско използване. Плоската Примексиканска низина е с височина до 150 m и по крайбрежието е заблатена и обградена с ивица от марши (пясъчни плитчини).
Системата на Кордилерите се състои редица планински вериги с височина до 3000 – 5000 m и широка ивица от вътрешни плата и патовидни участъци. В Аляска хребетите на Кордилерите се простират от запад на изток. В северните си части те са ограничени от плоската Антарктическа низина и включват планината Брукс (2781 m), платото Юкон, Алеутския (2507 m) и Аляскинския хребет (вр. Денали (6190 m) – най-високата точка на САЩ и на цяла Северна Америка), хребетите Кенайски, Чугачки (2356 m) и Свети Илия (6050 m). В основната територия на страната планинските вериги са ориентирани от север на юг. На изток те образуват Скалистите планини, достигащи почти 4400 m н.в. На запад от тях лежат обширни плата и платовидни области: вулканичното Колумбийско плато, пустинното плато Голям Басейн с безотточни падини (най-голяма – Долината на смъртта) в него, платото Колорадо. За всички тях е типично редуването на участъци с плоска повърхност, разположени на височина около 2000 m и планински масиви с височина до 3000 – 3500 m с многочислени дълбоки речни каньони. Платата и платовидните участъци ограничават на запад тесния пояс на вулканичните Каскадни планини и планината Сиера Невада (височина над 4400 m), които още по̀ на запад граничат с ивицата от долини Уиламет, Калифорнийска и Долнокалифорнийска. Крайбрежието на Тихия океан образува дълбоко разчленените Брегови планини с височина до 2400 m. Хавайските острови представляват група от вулкани с височина до 4205 m.

### Геоложки строеж, полезни изкопаеми
Вътрешните и северните части от основната територия на САЩ съответстват на южната част на Североамериканската платформа. В района на Великите езера нейният фундамент се открива на повърхността чрез два изхода на Канадския щит: югоизточен – Адирондакски и югозападен – Сиу, който е частично погребан. На юг е разположена континенталната плоча, чехълът на която е изграден от палеозойски (от горния камбрий до карбона) наслаги върху докамбрийския фундамент. Основните структури в направление от изток на запад са: антеклизата Синсинати, синеклизите Мичиган и Илинойс, издутината Уисконсин и антекилзата Озарк, синеклизите Форест Сити, Салина и Додж Сити.
Апалачката нагъната система е представена в САЩ с южната част на Северните Апалачи и Южните Апалачи. На изток и юг нагънатите палеозойски пластове на Апалачите се скриват под чехъл от мезозойско-кайнозойските наслаги на Приатлантическата низина – полуостров Флорида и северната част от крайбрежието на Мексиканския залив. Мощността на чехъла силно нараства към океана и залива и достига 12 – 16 km. Потъването на фундамента се нарушава от относителните издигания на сводовете Себайн, Монро и Джексън. По данни от проведените сондирания, погребаното продължение на Апалачката система в щата Мисисипи рязко изменя своето простиране от югоизток на северозапад, а след това на запад и излиза на повърхността в планината Уошито. Структурата на последните е представена от мощни покривки и навлаци, насочили се в края на палеозоя на север към дълбоката Арканзаска депресия. На запад от планината Уошито палеозойската нагъната зона потъва под много по-младия чехъл, ограждайки антеклизата Бенд и отново се появява на повърхността в планината Маратон на границата с Мексико.
Покрай Тихоокеанското крайбрежие се простира значителна част от късномезозойско-кайнозойската нагъната система на Кордилерите, които в пределите на САЩ достигат своята най-голяма ширина (около 1600 km). На изток те включват западната периферия на древната платформа и са подложени през кредата на интензивна дислокация (източната част на Скалистите планини). На юг от този регион е разположено платото Колорадо, на север от което се наблюдава редуването на сводово-блокови издигания на докамбрийския фундамент и овалните падини, запълнени с маломощни палеозойски карбонати и мощни мезозойски и долнопалеогенски теригенни пластове. На запад се простира миогеосинклиналата на Скалистите планини, съдържаща сложен покривно-навлъчен строеж, като главните тектонски деформации на тектогенезата са се случили през ларамийската епоха. Бреговите планини са отделени от зоната Сиера Невада с крупната депресия на Голямата долина, запълнена с кредно-кайнозойски седименти и разсечена от север-северозапад на юг-югоизток от разлома Сан Андреас, с който са свързани силните и катастрофални (Сан Франциско, 1906 г. и др.) земетресения. Освен в Голямата долина, мощни кайнозойски теригенни наслаги са развити по крайбрежието на Южна Калифорния, където те интензивно са смачкани в гънки и в пределите на щатите Орегон и Вашингтон. Простиращите се през тези щати Каскадни планини представляват верига от млади вулкани, изригващи предимно андезитова лава. Колумбийското плато е изградено от мощни миоенски покривни платобазалти.
Най-голямо значение от полезните изкопаеми на САЩ имат находищата на нефт и газ в пределите на платформата. Най-големите находища са развити в палеозойските седименти в Предапалачките, Арканзаските и Анадаркските пропадания и Мичиганската падина, в мезозойските седименти на Източните Скалисти планини и в чехъла на Приатлантическата низина. Също така в палеозойските и мезозойските наслаги на Западнотексаското пропадане, полуостров Флорида и в шелфа на Мексиканския залив, в кредните и кайнозойските падини на Кордилерския пояс (в района на Лос Анджелис), в палеозойските и мезозойски скали на Арктическото пропадане в Северна Аляска и в кайнозойската падина на залива Кук в Южна Аляска. САЩ притежават значителни запаси от каменни въглища в пределите на платформата, в скалите от средния и горен карбон в Илинойско-Питсбъргския басейн, а също и в Предапалачкото пропадане на запад в Скалистите планини във въгленосните кредни и палеогенови наслаги. Крупните находища на желязна руда са привързани към скалите, изграждащи докамбрийския фундамент на платформата в района на Горно езеро и на платото Колорадо. Седиментните находища на уран има в пределите на платото Колорадо и в източната част на Скалистите планини. В Кордилерите има многочислени находища на цветни метали – мед (Бингъм), олово и цинк (Тинтик), живак (Ню Алмаден), а също злато, молибден, волфрам и др. В карбонатните слоеве на чехъла на платформата са установени големи оловно-цинкови находища в пределите на Мисисипската долина.

### Климат
За основната територия на САЩ са характерни следните типове климат: умерен и субтропичен морски по крайбрежието на Тихия океан, континентално-морски на Атлантическото крайбрежие и континентален във вътрешното плато и платата на Кордилерите. Северната част на Аляска има арктичен климат с много сурова зима и студено лято, централните и южни райони – субарктичен морски на юг и континентален на платото Юкон. Контрастите в климатичните условия в различните райони са най-добре изразени през зимата. Средната януарска температура във Форт Юкон е -30°С, в Джуно – -1,6°С, в Дулут – -13,3°С, в Чикаго – -3,7°С, в Ню йорк – -0,8°С, във Вашингтон – 1°С, в Лос Анджелис – 12,3°С, в Маями – 20°С. Най-ниските температури се наблюдават на платото Юкон (-64°С). Температури под 0°С се отбелязват по цялата територия на страната, освен в югозападните райони (щата Калифорния), южните части на полуостров Флорида и Хавайските острови. През лятото различията в температурите не са така големи, освен във вътрешните части на платото Колорадо, където дълго време се задържа много горещо време. Средната юлска температура във Феърбанкс е 15°С, в Сан Франциско – 14°С, в Ню Йорк – 23°С, във Вашингтон – 25°С, в Ню Орлиънс – 27°С, в Юма – 32°С. Най-високата температура (56,7°С – най-високата в Западното полукълбо) е регистрирана в Долината на смъртта. В северната част на Вътрешните равнини вегетационния период продължава от 90 до 180 дни годишно, а на юг от 38° с.ш. земеделието е възможно целогодишно. На основната територия на страната сумарните годишни температури са от 2500 до 8000°С. Годишната сума на валежите в югоизточните части на Аляска и в западните части на щата Вашингтон е 3000 – 4000 mm/m², в югоизточната част на страната – 1500 – 2000 mm/m², във Вътрешните равнини от 1500 на изток до 300 mm/m² в подножието на Скалистите планини, а във вътрешните плата на места под 100 mm/m². Най-устойчива е снежната покривка по склоновете на Кордилерите и в североизточната част на страната, на север от 40° с.ш.

### Води
Средният годишен слой вода оттичащ се от повърхността на основната територия на САЩ съставлява 0,27 m, а обемът на оттока се равнява на 1600 km². Обезпечеността от водни ресурси в страната е неравномерен. Височината на годишния слой вода на реките в щатите Вашингтон и Орегон е 0,6 – 1,2 m, в района на Апалачите 0,4 – 1 m, в Централните равнини 0,2 – 0,4 m, във Великите равнини 0,1 – 0,2 m, а във вътрешните плата и платовидни райони до 0,1 m. Реките на САЩ принадлежат към 4 основни водосборни басейна: на Атлантическия океан (около 75% от територията на страната), на Тихия океан (около 20%), на Северния Ледовит океан (около 4%), безотточни райони (около 1%). През страната протичат няколкостотин хиляди реки като 26 от тях са с дължина над 1000 km: Мисури (3770 km), Мисисипи (3730 km), Юкон (3190* km), Рио Гранде (3051 km), Арканзас (2364 km), Колорадо (2330 km), Ред Ривър (2190 km), Колумбия (1953* km), Снейк Ривър (1735 km), Охайо (1579 km), Пекос (1490 km), Канейдиън (1458 km), Бразос (1350 km), Сейнт Лорънс (1197* km), Милк (1173* km), Грийн Ривър (1170 km), Кускукуюм (1165 km), Уайт Ривър (1162 km), Норд Плейт (1152 km), Джеймс (1140 km), Тринити (1140 km), Симарън (1123 km), Йелоустоун (1114 km), Къмбърлънд (1107 km), Тенеси (1049 km). Обемът на годишния отток на най-големите реки е следния: Мисисипи (180 km³), Сейнт Лорънс (67 km³), Колумбия (60 km ³). Режимът на оттока на повечето реки е непостоянен, особено в районите с континентален климат. Регулиран отток от най-големите реки има само река Сейнт Лорънс, осъществяваща своето подхранване основно от Великите езера.
Най-големите езера Горно езеро (82 103* km²), Хюрън (59 570* km²), Мичиган (57 757 km²), Ери (25 667* km²), Онтарио (19 011* km²) и Горско езеро (3846* km²) са разположени в северната част на страната, като повече от половината от тяхната територия принадлежи на САЩ, а останалата – на Канада. Значително е количеството на безотточните солени езера в пониженията на Големия басейн – Голямо солено езеро (5483 km²), Юта, Тахо и др. Във Флорида са разположени многочислени карстови и лагунни езера – Окичоби и др. В Аляска има редица големи езера с ледниково-тектонски произход – Илиамна (2626 km²), Бочаров и др. Общите запаси на грунтовите (подземните) води са около 60 000 km³, а ежегодното им попълване е около 85 km³.
Вътрешните води на САЩ широко се използват за промишлено и комунално водоснабдяване, напояване, производство на електроенергия, корабоплаване. Най-големи хидроенергийни запаси има в басейна на река Колумбия. Ежегодната консумация на вода в САЩ съставлява 540 km³, а безвъзвратните загуби (основно при напояване) – около 130 km³. Във връзка с продължителното замърсяване на реките и езерата, особено на североизток и югозапад, през последните години се предприемат сериозни мерки за тяхното очистване и предпазване от по-нататъшно замърсяване.

### Почви
За почвената покривка на САЩ е свойствена смяната на еднотипните почви както от юг на север, така и с отдалечаването от океаните. На североизток, в предпланинските части на Апалачите и в района на Великите езера преобладават торфено-подзолистите и кафявите горски почви, които в южните щати се сменят с червеноземни и жълтоземни. Тези почви са високопродуктивни, макар че изискват значително наторяване. В западните части на Централните равнини са развити черноземновидни прерийни почви с високо хумусно съдържание. Тези почви са много плодородни и се използват за отглеждане на високопродуктивни култури (соя, царевица и др.). В условията на по-сух и континентален климат във Великите равнини са се формирали черноземни и кестеняви почви, на юг от 38° с.ш. – кафеникави и сиво-кафеникави, а във вътрешните плата на Кордилерите, в условията на много сух климат – кафяви полупустинни почви и почви на субтропичните пустини. В пределите на равнините широко са разпространени торфено-карбонатните (в района на Великите езера, Примексиканската низина и др.), алувиалните (долината на река Мисисипи) и ливадно-блатните почви. За планинските райони са характерни планинските кафяви горски и кафеникавите почви. В Аляска основните типове почви са тундровите, торфените и почви развити върху земи с вечна замръзналост, а на Хавайските острови – фералитните почви. Над 72 млн ха са засегнати от ерозия (основно в западните части на Великите равнини). Ежегодно водите и ветровете отмиват и отнасят около 3 млрд. т почва. В някои райони често явление са прашните бури и торнадо. Наблюдава се и интензивно засоляване на почвите и замърсяването им с промишлени отпадъци и пестициди.

### Растителност
До появяването на европейците почти половината от територията на САЩ е била заета от гори, покриващи цялата източна част и преобладаваща по склоновете на Кордилерите, а значителни пространства във Вътрешните равнини са заемали степите. Към 1970 г. над половината от горите е изсечена, а степите почти на 100% са разорани. В първоначалния си вид растителността се е съхранила само в планинските райони. На североизток и около Великите езера в съчетание с ливади и пасища се срещат смесени гори, съставени от бор, смърч, ела, клен, липа и ясен. На юг, в долния пояс на Апалачите (до 800 m н.в.) те се сменят с широколистни гори (дъб, клен, шмак, платан и др.), а на юг от 35 – 39° с.ш. в тях се появяват магнолии, лаврови дървета и други твърдолистни вечнозелени растения. В Централните равнини в миналото е господствала високотревиста прерийна растителност, която сега почти не се е съхранила. На запад от 100° з.д. прериите преминавали в сухи степи покрити с ниски треви, които сега са земеделски усвоени и само на отделни участъци те се използват за пасища. Степни ландшафти са характерни и за отделни райони в Кордилерите. Пустините и полупустините в Големия басейн са покрити с пелин, лобода и други полухрасти и храсти. Районите на юг от 38° с.ш. са заети от гигантски кактуси и други сукуленти. В Кордилерите преобладават иглолистните гори. На основната територия на САЩ, най-сухите склонове са покрити с борови гори, в по-влажните високи части растат смърчово-елови гори, а районите над 2100 – 3300 m са заети от субалпийски и алпийски пасища. На тихоокеанското крайбрежие са разпространени гори от псевдотсуга, ситхински смърч и туя, а в Калифорния се срещат 2 вида секвои, в т.ч. гигантското мамонтово дърво. В сухия югозапад горите се сменят с участъци от твърдолистни храсти и дървета. В Аляска преобладават редките иглолистни гори и тундровата растителност. Общата площ на горските земи възлиза на 315 млн. ха, като продуктивните заемат 210 млн. ха. Общите запаси от дървесина на САЩ възлизат на 15 млрд. m³.

### Животински свят, национални и природни паркове
В зоната на смесените гори се срещат кафява мечка, рис, росомаха, златка. В горите на Апалачите – вирджински елен, червен рис, голям бурундук, плъх звездорил, различни видове летящи мишки. За югоизточните части са характерни смесените бореални и тропически видове животни: алигатор, кайманова костенурка, пекари, опосум; от птиците – фламинго, пеликан, колибри. В степите и прериите в малки количества са се съхранили бизони (само в резерватите), вилорога антилопа, елени мазами, койоти, прерийна лисица, гърмяща змия и многочислени видове невестулки, бурсуци и лалугери. За пустините и полупустините са характерни различни видове гризачи и влечуги. По склоновете на Кордилерите се срещат снежен козел, дебелорог баран, мечка гризли (предимно в Аляска), а на юг – ягуар, броненосец, енот. Аляска обитават многочислени горски и тундрови животни, в т.ч. северен елен карибу. В района на Алеутските острови има ценни морски бозайници – калан (морски бобър), морска котка (котик) и др. В крайбрежните води на Атлантическия океан голямо промишлено значение има пасажите от треска, селда (на север), естуарна селда (менхелен, на юг), а в Тихия океан – множество видове пъстървови, морски език, риба тон, крабове, скариди, стриди. Като цяла числеността на дивите животни са силно намаляла.
Защитените територии в САЩ включват национални паркове, природни паркове, щатски паркове, дивечови резервати и рекреационни територи и наброяват около 4000 обекта. Най-големите национални паркове са: Йелоустоуски, Йосемитски, Секвоя, Гранд Каньон, Евърглейдс, Мамонтова и Карсбадски пещери.

### Природни райони
В зависимост от географската ширина, релефа, геоложкия строеж, климата, почвите и растителността територията на САЩ се поделя на 7 основни природни района:
- Апалачи – район, зает от средновисоки планини, покрити предимно със смесени и широколистни гори.
- Лаврентийско възвишение – в пределите на САЩ този район включва само малък участък на запад от Горно езеро и се характеризира с хълмист моренен релеф, иглолистни гори и обилие от езера и блата.
- Централни равнини – с хълмиста повърхност на север и равнинна на юг, гъсто разчленена от оврази и долини. Почвите са кафяви горски и черноземни и почни напълно са земеделски усвоени.
- Брегови низини (Приатлантическа и Примексиканска) – имат плоска, по крайбрежието на Атлантическия океан заблатена повърхност. Горите се състоят от вечнозелени дървета, като по сухите участъци преобладават боровите гори, а на по-влажните места – широколистни гори.
- Велики равнини – заемат широкото предпланинско плато на Кордилерите, дълбоко разленено от речни долини и оврази, образуващи на места т.нар. лоши (негодни) земи, т.нар. бедленд. Покрити са със степна растителност.
- Кордилери на основната територия на САЩ – представлява планински район, включващ високи хребети, простиращи се предимно паралелно на брега на Тихия океан и верига от вътрешни плата и платообразни земи. Подразделят се на 3 части.
  - Скалисти планини – дълга вериге от къси хребети, разделени от котловини;
  - Вътрешни плата и платообразни земи – пояс от плата, платообразни земи и обширни плоски котловини, разделени от къси хребети и масиви;
  - Тихоокеански район – включва 2 паралелни планински вериги: Каскадни планини и Сиера Невада на изток и Брегови планини на запад, разделени от долините Уиламет на север и Калифорнийска на юг. Планините са покрити с гъсти иглолистни гори, Калифорнийската долина – със степи (почти напълно земеделски усвоени) и полупустини, а в крайния югозапад – предимно от храсталаци.
- Кордилери в Аляска – Поделят се на 3 части
  - Планината Брукс и обграждащите я от север плато и крайбрежна низина ;
  - Плато Юкон;
  - Южен високоланински район – включва Аляскинския хребет, планината Свети Илия, Чугачките и Кенайските планини, Алеутския хребет и Алеутските острови и разделящите ги долини и котловини.[1]